# 原田勝正
原田 勝正（はらだ かつまさ、1930年9月27日 - 2008年4月7日）は、日本の歴史学者。

## 経歴・人物
東京出身。専門は日本近現代史、鉄道史。特に鉄道関連の研究で知られた。
旧制浦和高等学校を経て1953年に東京大学法学部政治学科（旧制）卒業。国民金融公庫に就職するが3カ月で退職し、服部之総が主宰する日本近代史研究会同人となる（同人にはほかに色川大吉、川村善二郎、小西四郎、遠山茂樹、松島栄一らがいた）。
1961年から日本国有鉄道総裁室修史課嘱託として『日本国有鉄道百年史』編纂業務に従事。本巻14巻、別巻5巻、総頁数11,719頁におよぶ超大冊の国鉄公式年史をまとめあげるうえで中心メンバーの1人として活動した。
1969年から和光大学兼任講師、1984年同大学経済学部教授。2001年同大学退職、名誉教授に。
教え子は丸田祥三など。
青木栄一、中川浩一らと1983年に鉄道史学会を設立し、初代会長に就任（ - 1989年）。また「交通を人々が安心して豊かな生活と人生を享受するための権利」としてとらえ、“交通権”を研究する「交通権学会」が1986年に創設された際の初代会長も務めた。
2008年4月7日午前10時、呼吸不全のため東京都内の自宅で死去。享年77。

## 主要著作

### 単著
- 『鉄道の語る日本の近代』（そしえて、1977年　ISBN　4881692208／吉川弘文館「読みなおす日本史」、2025年　ISBN　9784642078108）
- 『満鉄』（岩波書店［岩波新書］、1981年）
- 『明治鉄道物語』（筑摩書房、1983年／講談社学術文庫、2010年、ISBN　9784062920087）
- 『汽車・電車の社会史』（講談社現代新書、1983年、ISBN　9784061457133）
- 『1分停車 山手線』（講談社、1984年）
- 『日本の国鉄』（岩波新書、1984年）
- 『駅の社会史―日本の近代化と公共空間』（中公新書、1987年／中公文庫、2015年、ISBN　9784122061965）
- 『満鉄』（日本経済評論社、1988年、増補2007年　ISBN　978-4-8188-1947-4）
- 『国鉄解体―戦後40年の歩み』（筑摩書房〈ちくまライブラリー〉、1988年、ISBN　4-480-05110-4）
- 『日本現代史読本』（東洋経済新報社、1988年）
- 『鉄道史研究試論』（日本経済評論社、1989年、ISBN　4-8188-0326-X）
- 『人は昭和をどう生きてきたか―「ぜいたくは敵」から「浪費時代」へ』（ポプラ社、1990年、ISBN　4-591-03651-0）
- 『汽車から電車へ―社会史的観察』（日本経済評論社、1995年、ISBN　4-8188-0787-7）
- 『日本の鉄道』（吉川弘文館、1996年、ISBN　9784642066433）
- 『鉄道と近代化』（歴史文化ライブラリー吉川弘文館、1998年、ISBN　9784642054386、　オンデマンド版、2017年、ISBN　9784642754385）
- 『南武線いまむかし』（多摩川新聞社、1999年、ISBN　4-924882-28-3）
- 『日本鉄道史 技術と人間』（刀水書房〈刀水歴史全書〉、2001年、ISBN　4-88708-275-4）

### 共著
- 『時刻表・駅・切符　行先不明列車・出発進行の巻』（現代史研究会刊 徳間書店発売 1981年10月）、※宮脇俊三との対談

### 編著
- 『昭和　二万日の全記録』（全19巻、講談社、1989年～1993年）、編集委員：原田勝正、尾崎秀樹、松下圭一、三國一朗
- 『東京・関東大震災前後』（塩崎文雄と、日本経済評論社、1997年）
- 『「国民」形成における統合と隔離』（日本経済評論社、2002年）
- 『満鉄四十年史』（本文執筆）（財団法人満鉄会編、2007年）

### 翻訳
- （老川慶喜・多田博一）ダニエル・R・ヘッドリク『帝国の手先―ヨーロッパ膨張と技術』（日本経済評論社、1989年）
- （老川慶喜・多田博一・浜文章）ダニエル・R・ヘッドリク『進歩の触手―帝国主義時代の技術移転』（日本経済評論社、2005年）

### 監修
- 小学館刊行の多数の鉄道シリーズを宮脇俊三と共に監修している。